# Люди на мосту
«Люди на мосту» — советский фильм 1959 года режиссёра Александра Зархи.

## Сюжет
После ликвидации главка начальнику Ивану Денисовичу Булыгину пришлось вернуться к прежней профессии и стать мостостроителем. Семья прощается с благоустроенной жизнью и едет на строительство моста через реку Северную.

## В ролях
- Василий Меркурьев — Иван Денисович Булыгин
- Наталья Медведева — Анна Семёновна, жена Булыгина
- Александра Завьялова — Лена
- Олег Табаков — Виктор, сын Булыгина
- Людмила Касьянова — Ольга, дочь Булыгина
- Евгений Шутов — Андрей Филимонович Орлов
- Владимир Дружников — Павел Акимович Одинцов
- Глеб Глебов — Пётр Савельевич Паромов
- Юрий Соколик — Седых
- Леонид Чубаров — Евдокимов, тракторист
- Степан Каюков — Илья Ильич Хорьков
- Анатолий Веденкин — Удачин
- Нина Дорошина — Оксана
- Алексей Грибов — начальник строительства железной дороги